# 金昌龍
金 昌龍（キム・チャンニョン、김창룡）は、大韓民国の軍人。創氏改名時の日本名は玉島（名は不明）。アメリカ人からスネーク金（Snake Kim）と呼ばれた。

## 経歴
1920年、咸鏡南道永興郡耀徳面仁上里に生まれる。ここで4年制の普通学校を卒業し、15歳の時に永興農蚕学校に入学した。ここで日本語と中国語を学び、2年の課程を終えた。卒業後は日本人が経営していた永興の片倉製糸工場で働いた。2年間働くと勤務態度が評価され、社長の推薦で新京駅の従業員に転職した。ここで2年間働き、日本人の紹介で北支の日本憲兵部隊の軍属となった。間近で憲兵を見た金昌龍は軍属ではなく本物の憲兵になりたいと願うようになった。
1941年4月、新京の憲兵教習所に入り、教育を受けた後は憲兵補助員として勤務し、主に朝鮮や中国の抗日組織を探る任務を担当した。同年10月、中支軍の甘粕師団派遣憲兵隊に配属され、ソ満国境付近に派遣されて中国共産党やソ連の諜報活動に従事。1943年、興安北省を中心とした地下工作で中国共産党の王近禮を検挙で大きな功績を立て、関東軍憲兵隊は王近禮を利用した逆工作でソ満国境付近で活動していた9個の地下組織を索出して組織員50余名を逮捕した。この功績で伍長に特進した。1943年9月、満州里憲兵隊と免渡河憲兵隊分遣を兼務。2年間、工場地帯を中心に暗躍し、50件を超える抗日組織を摘発した。
解放後、民族反逆者として指弾され、北朝鮮で2度も死刑宣告を受けたが、そのたびに脱出して越南する。

### 韓国軍内での出世
1946年5月、38度線を越えてソウルに到着したが、ここで日本軍時代に面識があり、元容徳の副官を務めていた朴基丙少尉と再会し、朴の推薦で第5連隊に入隊した。同年末、警備士官学校2期生の募集があり、金昌龍は入学を希望した。入学するには連隊の推薦が必要であったが、連隊副官（人事担当）の白南権少尉が、日本軍憲兵出身は将校になってはならないという理由で不合格判定を下した。失望した金昌龍は第5連隊を勝手に抜け出し、第3連隊に転出していた朴基丙大尉を訪ねた。ちょうど新兵を募集してたのもあり、朴大尉は金昌龍を第3連隊に再入隊させた。ここで情報下士官として懸命に働き、連隊長以下全ての将校の信任を受け、金白一連隊長の推薦で警備士官学校3期の入校受験を受けることができた。
1947年4月、警備士官学校卒業、任少尉（軍番10579番）。同時に第1連隊長李成佳少領の懇望によって連隊の情報係に任じられる。警察と憲兵出身者で情報小隊を編成し、連隊内外の思想査察を担当した。この時から粛軍事業を行っており、第7連隊長に赴任した李丙冑を検挙し、隊内に浸透した左翼勢力を粛清することに注力した。
1948年1月に中尉、韓国政府樹立と共に大尉に進級した。同年8月末、陸軍本部情報局の第3課（特別調査課）に配属され、課長の金安一少領と共に粛軍を主導した。
1948年9月から博文寺の特別調査課学校で防諜隊要員としての教育を受ける。しかし、10月に麗水・順天事件が起こると教育を切り上げ、陸軍本部情報局傘下の防諜隊及び特務部隊主導で軍内に浸透した左翼を摘出して司法処理する、言わば粛軍運動が実施された。防諜隊主導で朝鮮戦争勃発までに行われた4回、特務部隊創設以降の1951年8月から1954年10月までの3回を合わせた計7回にわたる調査で、軍人1120名、民間人526名、軍属31名が司法処置された。
1948年秋頃、中国帰りの民間人を軍と接触した党員の疑いで取り調べている際に拷問死させてしまい、情報局長の白善燁に助けを求めた。死亡した民間人の親戚に重慶帰りの有力政治家がおり、政治問題に発展して軍の体面や信頼に傷をつけ、共産主義との思想戦で不利になると憂慮した白善燁は予備費からいくらかの慰謝料を支出させ、金昌龍と共に遺族に謝罪した。親戚の政治家にも謝罪し、国のために我慢して過失を許しくれるよう頼みこんだことによって、政治問題にはならず金昌龍の職務上の過失として処理された。
南労党軍事部の責任者である李在福や朴正煕などを検挙し、軍内の左翼勢力を摘発、処罰した功績により、少領に特進。1949年4月には南労党組織部責任者の李重業を検挙して陸軍参謀総長表彰を受けた。
この粛軍によって金昌龍は対共活動の中心人物として浮上し、李承晩大統領は金昌龍中心の軍保安防諜活動を積極的に支援した。第2次粛軍（1949年5月～9月）が終わった1949年10月、李承晩は金昌龍を景武台に呼び、粛軍活動を励まし、景武台を自由に出入りして自分に会えるようにした。その後、金昌龍は2週間に1回の頻度で秘密裏に景武台を訪れて李承晩に重要情報を報告し、大統領との面談を露見させないように自身が直接車を運転して景武台に出入りしたという。
1949年6月29日、金九暗殺事件が起きると、犯人の安斗煕を犯行当日に特務隊営倉に移送して、特別な配慮をして背後の隠蔽に加担した。安斗煕の減刑と軍復帰に直接関与し、予備役編入後も後見人の役割を引き受けた。
1949年7月14日、特別情報隊（Special Intelligence Service, SIS）隊長（少領）。
1949年10月、右翼団体であるソウル東大門民保団の団長が死亡した事件で、情報局第3課のド・ジンヒ（도진희）二等中士が懲役3年を宣告されると、上官として問責を受けて空軍本部に左遷された。
1950年6月、朝鮮戦争が勃発すると朴正煕と共に書類包みを持って漢江を渡り軍に復帰した。
1950年8月、慶尚南道地区防諜隊隊長。
1950年10月4日、軍・検・警合同捜査本部長。10月末、大領進級。捜査本部は防諜隊36名、検事4名、警察83名、文官74名で構成され、ソウル奪還後に附逆者を検挙し起訴することが主任務であった。しかし法律の根拠無しに設立され、捜査本部に対する役割が拡大すると、国会は捜査本部が独自の捜査権を行使するなど徐々に独立官庁化する弊害があるとして解体を決議した。捜査本部の解体に伴い、1951年5月15日、特務部隊長に赴任。李承晩の格別な支援を受けて各種公安事件を処理。1953年5月に准将、1955年1月に少将進級。

### 特務部隊長として
朝鮮戦争後、李承晩は韓国最大の社会集団に成長した軍部を適切に統制する問題に直面した。これに対して李承晩は軍内派閥を造成して派閥間勢力の均衡を図り、各派閥に対して特務部隊が常時監視するようにした。特務部隊が保有していた多くの軍高位層の脆弱性に関する情報、高級将校間の人脈関連の身元資料、特務部隊長の報告などが特務部隊を軍部を統制する重要な機構として浮上させた。軍内には白善燁を中心とした平安道派、丁一権を中心とした咸鏡道派、李亨根を中心とした中南派の三大派閥が形成されていたが、朝鮮戦争前の縁から特務部隊が白善燁派に傾くと、李承晩は憲兵総司令部（司令官：元容徳少将）を創設して特務部隊を牽制した。
軍の保全に名を借りて李承晩の政敵や親野党色の将校の粛清を行った。権力を振りかざし「造兵敝火災事件」「東海岸反乱事件」「ニューデリー密談説」など、軍内外の多くの事件を仕組んだと言われている。またこれを機に憲兵の職責である軍の警察権まで主張するようになり、果ては人事にまで口出しするようになった。人事が内定すると自分の気に食わない者はあらぬ疑いがあるように具申して中止させたり左遷させる等、軍の秩序を乱すに到ったので全軍的に嫌悪された。
1953年春、江原道束草に駐留していた第1軍団は共産軍の春季攻勢で激戦を繰り広げていた。軍団長の李亨根は側近から金昌龍が大統領の信任を得る為に自身に関連した陰謀を作っているという噂を聞いた。その噂は「李承晩大統領が将兵激励のため前方視察する際に大統領を殺害し、国会副議長だった曺奉岩を新大統領にする計画を李亨根が推進している」という内容であった（東海岸反乱事件）。
その頃、金昌龍は第1軍団に配属された特務部隊派遣隊長の李漢晋中領に直接調査することがあるので大邱の特務隊本部に直ちに出頭するよう指示した。これを不吉に感じた李亨根は金昌龍に電話をかけて理由を尋ねたが、金昌龍は理由を明かさずすぐに出頭させると繰り返した。これに怒った李亨根は「第1軍団に配属された特務隊長を軍団長との相談なしに引き抜くのは作戦妨害だ」と責めたが、金昌龍は臆することなく、白善燁参謀総長の命令だと明らかにして、すぐに出頭させなければ李漢晋を逮捕すると脅した。金昌龍の強圧的態度に「それでは参謀総長に変えろ」と督促して白善燁に電話がつながり、白善燁は李亨根を宥め、李漢晋召喚命令を取り消すと答えた。
その後も金昌龍が李承晩に曺奉岩大統領推戴計画を報告し続けているという噂を聞いた李亨根は1953年6月に大統領を訪ねて金昌龍特務隊長から自身に関連する大統領殺害計画の報告を受けたことがあるか確認した。これに李承晩は「そのような事実がある」と答え、李亨根は決してそのような計画は無いと吐露し、金昌龍を問責するか、措置してくれることを提案した。李承晩は「私は金昌龍の話を聞くが、無条件に信じない。すぐ大将に昇進させるから戦闘に邁進せよ」と励ました。
その後、李亨根は1954年2月に大将に昇進と同時に初代合同参謀議長に就任した。李承晩は「元々、以北の人々は李朝500年間冷遇されて飢えていたため欲心が強い。そんな人々に仕事を任せることは出来ないので、以南人である君が上手くやらねばならない。そして以北人がすることは常に警戒して監視しなければならないのだ」と呼びかけた。金昌龍は李亨根が大将に昇進すると、態度を豹変させ、何度も李亨根を訪ねて「陸軍参謀総長の命令によってそうするしかなかったので寛大に許してほしい」と謝罪したとされる。
1954年2月、米国での研修を終えて帰国した丁一権が陸軍参謀総長に就任し、孔国鎮を陸軍憲兵司令官に任命した。陸軍憲兵司令官は陸軍参謀総長の憲兵参謀で、直轄憲兵を指揮する要職であり、傘下に犯罪捜査権限を持つ犯罪捜査隊（Criminal Investigation Detachment, CID）も置いていたため、捜査権において特務部隊との争いの火種を抱えていた。丁一権は、孔国鎮と金昌龍を呼び、憲兵隊と特務隊は陸軍の安全と公立を高める両翼なので、両機関はよく協力するように要請したが、孔国鎮は軍不正剔抉を掲げ「権力機関の職権乱用による不条理剔抉」を推進し、これに対して金昌龍は特務部隊の不正を調査するのに不満を持ち、逆に憲兵隊の不正を調査して李承晩に報告した。
その内容は、孔国鎮が大量の薬莢を日本に密輸出を企んだ疑いがあるというもので、それを聞いた李承晩は丁一権に孔国鎮を砲殺するよう命じた。丁一権は、李應俊参謀次長主宰の対策会議を開き、孔国鎮と金昌龍を対面させた。孔国鎮は「光州CID隊長がある民間人の違法な薬莢流出を調査してその民間人を連行したが、地域国会議員がこの民間人の釈放を要請したため専属副官のクォン・チャンホ（권창호）中尉にその国会議員に調査経緯を良く説明せよと指示した事実がありますが、これが自身が薬莢の密輸出していると歪曲報告された」と釈明し、「特務隊が直属上官の参謀総長を経由せず、大統領に直接報告したのは軍統帥系統を無視した行為」と抗議した。これに対して金昌龍は「景武台警護官の郭総警を経由して大統領に提出する慣例的な週末情報報告書に含まれた情報を精査せず、その他情報と一括提出したことが問題になった」と説明して自身の主導で事態を収拾すると約束した。
しかし結局、孔国鎮は1955年9月1日付で憲兵司令官を解任されてしまう。無補職となった孔国鎮は丁一権と姜文奉の配慮で大邱駐留の第2軍司令部参謀長に赴任する事になった。
しかし孔国鎮がクォン・チャンホ副官を連れて大邱駅を降りる瞬間、特務隊がクォン・チャンホを連行した。丁一権はクォン・チャンホを釈放するよう指示したが、金昌龍は応じなかった。これに対して姜文奉は丁一権と共に休養で鎮海に滞在していた李承晩を訪ね、金昌龍を特務部隊から解任するのみならず、情報任務からも排除してほしいと提案し、李承晩の承諾を得られ、クォンチャンホも釈放された。この動向を景武台の側近より知らせられた金昌龍は、今度は鎮海の大統領を訪ねて忠誠心を泣訴して救命を要請し、解任を免れた。第2軍司令部参謀長に内定していた孔国鎮は、閑職である陸軍士官学校副校長に転出させられた。

### 暗殺
こうして金昌龍解任に失敗した姜文奉は、金昌龍に不満を持つ特務部隊出身幹部と結託することにし、特務部隊大田支部長出身の許泰栄と特務処長を歴任した李珍鎔を引き寄せ、殺害という極端な方向に進んだ。1955年11月、姜文奉は金昌龍を料亭に呼んだが、下手人のミスによって暗殺は失敗に終わっている。
そんな中、軍首脳部がアメリカから越冬用軍事被服と軍用布団を作るために援助を受けた米貨約50万ドル分の原綿を軍用として使用せず、民間業者に売却して得た金を与党の自由党に選挙資金として献納したという疑惑が、国会で野党によって提起された（国防部原綿事件）。国防部長官や陸軍参謀総長など軍首脳部は1956年5月15日に予定されていた正・副大統領選挙で、李承晩の後継者として取り上げられた李起鵬と癒着していた。疑惑が事実であれば国防部長官と陸軍参謀総長が共同で責任を負わねばならない事態であった。
金昌龍は、丁一権を参謀総長から降ろす目的でこの疑惑を拡散していたが、李承晩から原綿事件の真相を調査して報告するよう指示を受けた。
1956年1月30日朝、調査結果を報告しに行く途中で待ち伏せしていた2名の男に襲撃され、銃弾3発が命中し、首都陸軍病院に運ばれる途中で死亡した。李承晩は「有能な人材を私怨で殺すことは、国家に対する反逆と同じである」と激怒したという。死亡当日、中将に追叙され、2月3日に最初の国軍葬が行われ、安養の私設墓域に埋葬された。
同年2月23日、特務隊は主犯の許泰栄大領（ソウル兵事区司令官）、共犯の李珍鎔
大領（陸軍本部精兵監）、安禎洙少領（第12CID隊長）、許炳益中尉（許泰栄の弟）、李留会中士（許泰栄の運転手）、下手人の宋龍高
（前少領）、申初湜
（前中領）を逮捕したが、全員が特務隊出身であった。すぐに軍法会議に回付され、許泰栄と李留会が死刑、下手人も一般裁判で死刑、他の関係者は有期刑が宣告された。
裁判が終わり、後任の特務隊長の鄭仁澤によって「この事件と高位層との関連性はない」と発表されたが、黄雲夏女史（許泰栄の妻）は「許泰栄は上官の命令に服従する性格で、最後まで罪を1人で負っていたが、下手人申初慶らの言によれば、姜文奉中将と孔国鎮准将が指示したものである」との嘆願書を発した。これによって、姜文奉中将、孔国鎮准将、成正模大領、姜弘模大領、白鶴圭中領が軍に、崔昌俊予備役少領と都晋熙国会議員が検察に拘束された。軍法会議の結審公判で姜文奉は死刑、他の4名は有期刑となったが、姜文奉は過去の功績により無期懲役に減刑された。
暗殺事件調査を指揮していた李亨根によれば、丁一権も背後におり物的証拠も確保したと李承晩に報告したが、丁一権は朝鮮戦争で海外にも広く知られており、司法処理すれば国際的恥辱を受けるとして丁一権を被疑者から外すよう指示したという。
金昌龍特務部隊長を通じた軍部統制が限界に達すると、李承晩は苦肉策として軍閥を解体した。1957年に丁一権を駐トルコ大使に任命し、駐英大使赴任を拒否した李亨根は1959年に除隊させるなどした。白善燁は軍に留まり続けたが、四月革命直後に退任した。

## 人物
出世欲、自己顕示欲が人一倍強く、そのためであれば、飯を食っていても罪にすることができたと言われる。右目の下に傷跡があり、それが暗い印象と凄みを与え、彼から目をつけられると身に覚えのない者でも震え上がったという。
金昌龍は特務部隊の象徴を虎にした。これについて、トラは些細なウサギ一羽を捕らえるのにすべての知恵と渾身の精気を集中させる緻密な計画、慎重な警戒、退屈で苦しい時間を泰山のように重く待つ根気強い忍耐、風のように迅速な決行で正確に目標を奪取する恐ろしい威力を持っているからという。
許泰栄は金昌龍の罪について次のように陳述した。
1. 金中将殺害を決意したのは昨年（1955年）10月中旬からであり、自分がすべて計画した。
2. 金中将は、自分の栄達のために、上官や部下を無慈悲に中傷した。
3. 造兵敝事件等多くの事件を造作して自分の功績のように大統領に報告し、また大統領の関心を買うために陸士卒業式で大統領を暗殺しようとしたという未遂事件を造作して多くの人々を犠牲にした。
4. 軍将星（将官）の離間を画策したり、軍の団結を乱しているので、陸軍の将来はもちろん、国家の将来をも危うくするのではないかと考えて除去を決意した。

金昌龍暗殺事件に関与したとされる将軍によれば「あのままのさばらせておいたならば、彼の意に染まぬ人は、たとえ建軍の元勲であり、侵略から韓国を守り抜いた原動力になった将軍であったとしても、何らかの口実で罪を被せられ、淘汰されるかもわからぬ勢いであった。勢い彼の権勢は並ぶ者がなく、このまま推移すれば金昌龍の軍隊となると言っても過言でない予感があった」という。
金昌龍暗殺勢力の主張と比べて、白善燁、李亨根などの李承晩政権時代の軍首脳部は、金昌龍は間違いも多かったが国家安全保障に寄与した功労も大きいと評価した。白善燁は、責任者として粛軍に従事し、朝鮮戦争で集団的に投降した例が一度も無かったのは戦争前に軍内左翼を除去したためであるとした。東海岸反乱事件で対立した李亨根も、金昌龍の清廉な私生活と渾身的な業務態度と実績を高く評価し、「反共に関する限り、彼の業績は決して過小評価することができず、自分に致命傷を負わせようとしたが、自分が要職に就くと自分に極めて謙虚となり、彼の死を哀悼しないわけにいかないように人の心を動かす能力もあった」と評価した。
金昌龍の暗殺は、軍内部での地位が強大であった東北派（咸鏡道派）の信頼と支援を得られなくなった李承晩政権の弱体をもたらし、金昌龍が生きておれば、張勉が副大統領になることも、四月革命の成功もなかったかもしれないとも言われている。
遺体は安養市の私設墓域に埋葬されたが、国軍機務司令部の努力によって、1998年、大田顕忠院に改葬された。
金九暗殺犯の安斗煕は1992年に東亜日報の取材に応じ、暗殺の黒幕に金昌龍がいると告白したが、安の発言はその後二転三転した。2019年6月6日には大田顕忠院の金昌龍の墓に汚物が撒かれる事件が起きている。
金鍾泌によれば、国民保導連盟員、刑務所収監者に対する集団処刑（保導連盟事件）を命じた人物の1人であるという。

## 叙勲
- 太極武功勲章 1955年12月[32]
- 乙支武功勲章
- 忠武武功勲章